# Selva (comarca)

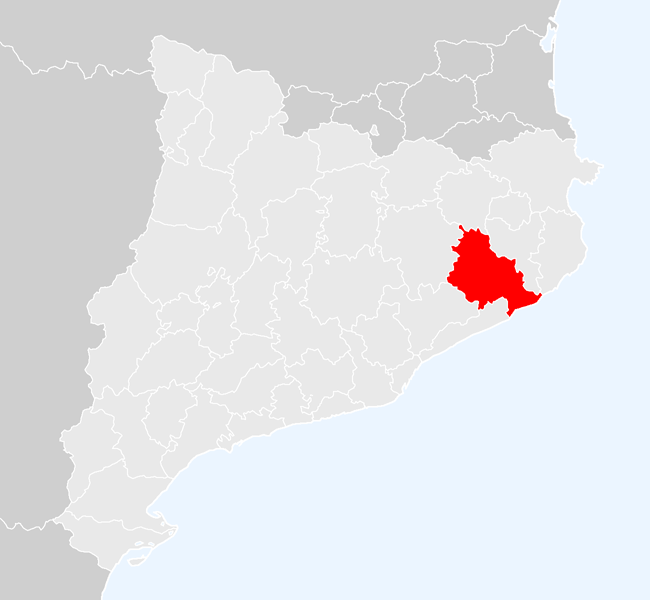
Localização da La Selva, na Catalunha.

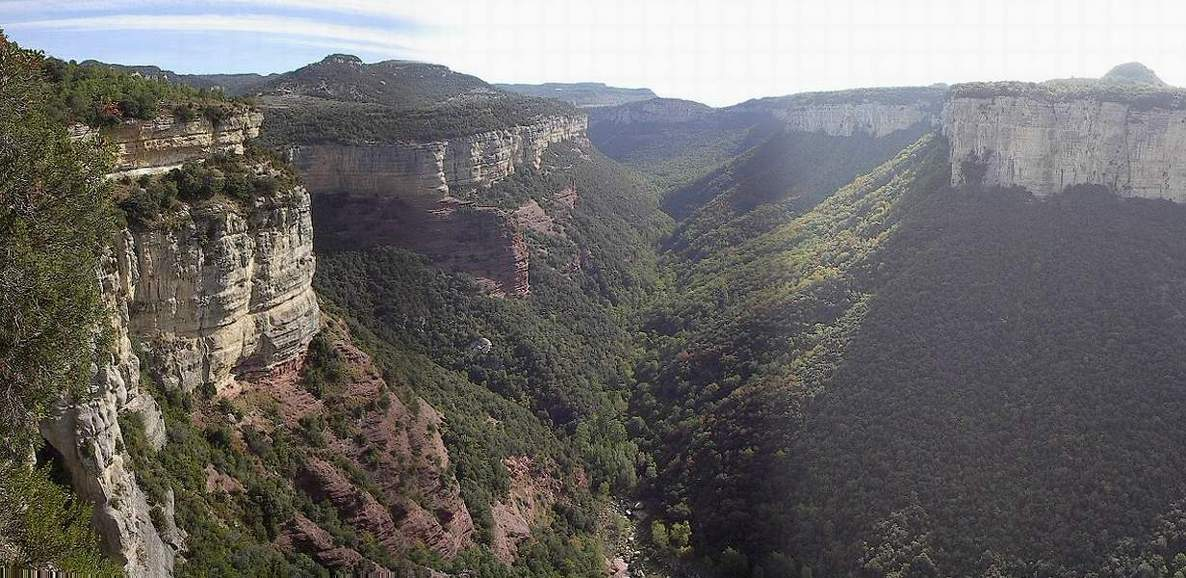
Tavertet

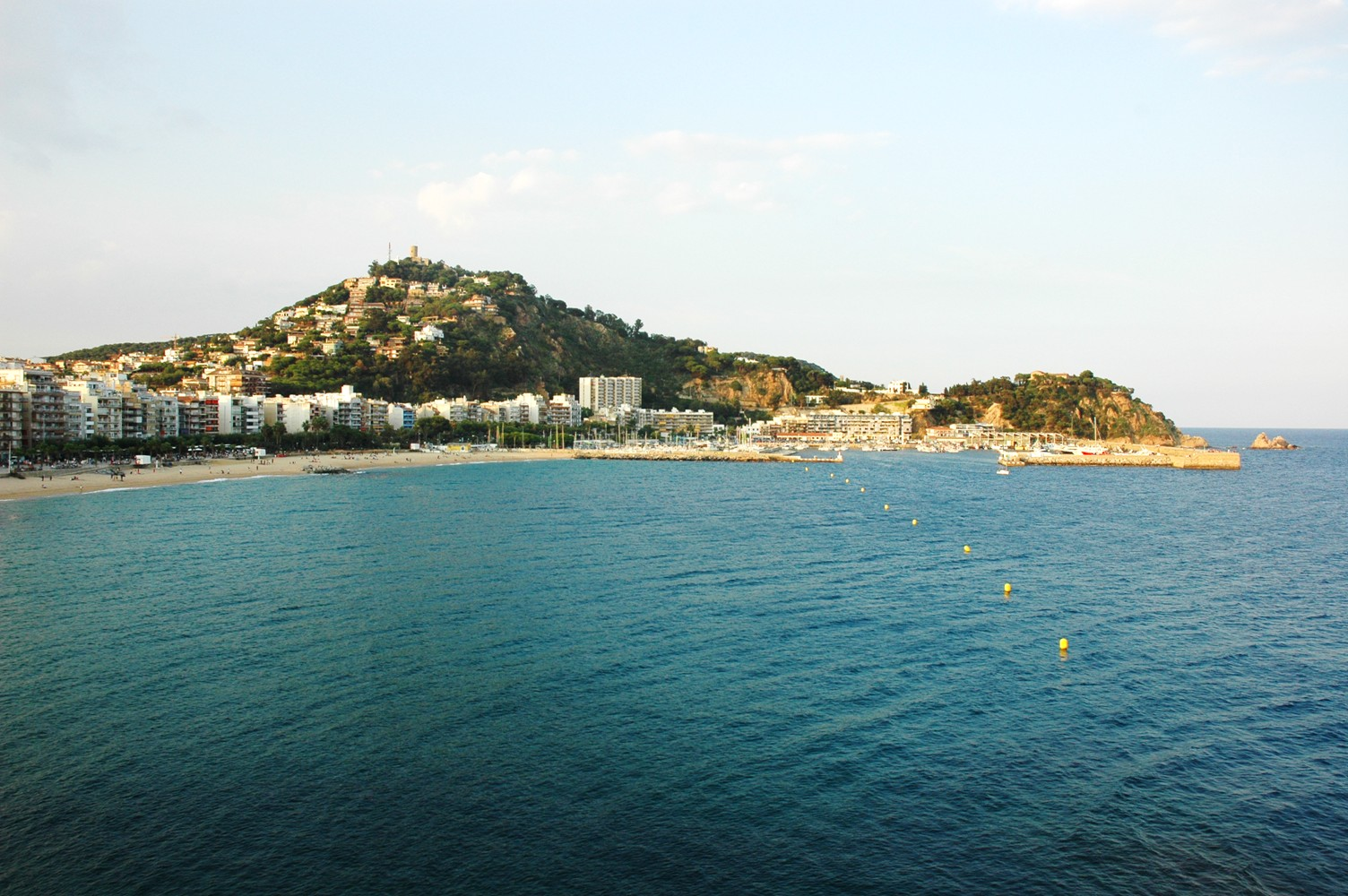
Blanes

La Selva é uma região (comarca) da Catalunha.
Abarca uma superfície de 995,11 quilômetros quadrados e possui uma população de 157.674 habitantes.
Limita-se a norte pelas comarcas de La Garrotxa, Gironès e Baix Empordà, a sudeste com o Mar Mediterrâneo, a sul com Maresme e Vallès Oriental e a oeste com Osona. A capital da região é Santa Coloma de Farners e o município mais populoso é Blanes. 

## Subdivisões
A comarca da La Selva subdivide-se nos seguintes 26 municípios:
- Amer
- Anglès
- Arbúcies
- Blanes
- Breda
- Brunyola
- Caldes de Malavella
- La Cellera de Ter
- Fogars de la Selva
- Hostalric
- Lloret de Mar
- Massanes
- Maçanet de la Selva
- Osor
- Riells i Viabrea
- Riudarenes
- Riudellots de la Selva
- Sant Feliu de Buixalleu
- Sant Hilari Sacalm
- Sant Julià del Llor i Bonmatí
- Santa Coloma de Farners
- Sils
- Susqueda
- Tossa de Mar
- Vidreres
- Vilobí d'Onyar